# Agromyza apfelbecki
Agromyza apfelbecki är en tvåvingeart som beskrevs av Gabriel Strobl 1902. Agromyza apfelbecki ingår i släktet Agromyza och familjen minerarflugor. Inga underarter finns listade i Catalogue of Life.